# Karen Twehues
Karen Graziella Twehues (Minusio, 16 dicembre 1983) è un'ex cestista e allenatrice di pallacanestro svizzera.
Guardia di 181 cm,  ha giocato in Serie A1 con Sesto San Giovanni e Alcamo.

## Carriera
A gennaio 2012, è stata tagliata da Alcamo per questioni economiche e tecniche, in quanto nel suo ruolo è stata inserita Jami Montagnino. Si è poi riscattata in patria, con l'Hélios Basket.

## Statistiche
Dati aggiornati al 5 maggio 2012
| Stagione        | Squadra                   | Competizione | Partite | Partite | Partite | Statistiche tiro | Statistiche tiro | Statistiche tiro | Altre statistiche | Altre statistiche | Altre statistiche | Altre statistiche | Altre statistiche |
| Stagione        | Squadra                   | Competizione | Pres.   | Titol.  | Minuti  | Tiri da 2        | Tiri da 3        | Liberi           | Rimb.             | Assist            | Rubate            | Stopp.            | Punti             |
| --------------- | ------------------------- | ------------ | ------- | ------- | ------- | ---------------- | ---------------- | ---------------- | ----------------- | ----------------- | ----------------- | ----------------- | ----------------- |
| 2007-2008       | Memar Reggio Emilia       | Serie A2     | 32      | 32      | 1144    | 104/249          | 129/341          | 106/136          | 188               | 22                | 100               | 6                 | 701               |
| 2008-2009       | Bracco Sesto San Giovanni | Serie A1     | 27      | 0       | 396     | 23/52            | 43/125           | 26/30            | 51                | 5                 | 22                | 1                 | 201               |
| 2009-2010       | Bracco Sesto San Giovanni | Serie A1     | 26      | 2       | 521     | 14/45            | 50/120           | 27/33            | 46                | 7                 | 33                | 2                 | 205               |
| 2010-2011       | Bracco Sesto San Giovanni | Serie A1     | 31      | 0       | 468     | 26/58            | 39/116           | 19/35            | 38                | 8                 | 21                | 1                 | 188               |
| '11-gen. '12    | Gea Magazzini Alcamo      | Serie A1     | 8       | 2       | 184     | 7/16             | 7/25             | 7/10             | 15                | 4                 | 11                | 2                 | 42                |
| gen. '12-'12    | Sdent Hélios VS Basket    | LNA          | 8       |         | 236     | 41/88            | 11/31            | 15/22            | 40                | 14                | 19                | 4                 | 130               |
| Totale carriera |                           |              |         |         |         |                  |                  |                  |                   |                   |                   |                   |                   |